# 1997–1998-as magyar férfi vízilabda-bajnokság (másodosztály)
Az 1997–1998-as magyar férfi másodosztályú vízilabda-bajnokságban tizennégy csapat indult el, a csapatok egy kört játszottak, majd az 1-7. és a 8-14. helyezettek egymás közt még két kört.

## Tabella

### 1-7. helyért
| #  | Csapat                 | M  | Gy | D | V  | G+  | G-  | P  |
| -- | ---------------------- | -- | -- | - | -- | --- | --- | -- |
| 1. | ELTE-BEAC-Timp Studio  | 25 | 23 | 1 | 1  | 303 | 138 | 47 |
| 2. | Csanádi Árpád KSI      | 25 | 19 | 2 | 4  | 282 | 143 | 40 |
| 3. | Bertók SC-Szentes      | 25 | 15 | 3 | 7  | 253 | 186 | 33 |
| 4. | Tatabányai VSE         | 25 | 14 | 2 | 9  | 241 | 179 | 30 |
| 5. | Ybl Miklós FSE         | 25 | 12 | 2 | 11 | 205 | 211 | 26 |
| 6. | Germán Rt.-Ceglédi VSE | 25 | 11 | 3 | 11 | 190 | 186 | 25 |
| 7. | Egri Vízmű             | 25 | 8  | 2 | 15 | 217 | 275 | 18 |

* M: Mérkőzés Gy: Győzelem D: Döntetlen V: Vereség G+: Dobott gól G-: Kapott gól P: Pont

## Osztályozó az OB I-be jutásért
OSC–Csanádi Árpád KSI 8–8, 8–7